# Jan Kotaszewicz
Jan Kotaszewicz pseud. Wańka (ur. 22 lutego 1909 we wsi Worożbity w powiecie prużańskim, zm. 30 września 1974 w Łodzi) – działacz komunistyczny.
W 1915 ewakuowany z rodziną do Rosji, skąd wrócił w 1922 i pracował na roli. Od 1926 działacz KPZB, w 1930 powołany do służby wojskowej w Białej Podlaskiej, za prowadzenie komunistycznej agitacji wśród żołnierzy w kwietniu 1931 został aresztowany i 27 października 1931 skazany w Brześciu na 4 lata więzienia i usunięcie z wojska; karę odbywał w Siedlcach i Łęczycy. Po zwolnieniu osiadł w Łodzi, gdzie kontynuował działalność komunistyczną, obsługiwał masówki w zakładach pracy i kolportował nielegalną prasę. W 1937 aresztowany i od czerwca do listopada 1937 osadzony w obozie w Berezie Kartuskiej, podczas okupacji był robotnikiem kolejowym. W 1945 wstąpił do PPR, instruktor Komitetu Powiatowego (KP) PPR w Łęczycy, później pracował w łódzkich zakładach przemysłowych. Był odznaczony Krzyżem Komandorskim Orderu Odrodzenia Polski.